# Leon Dembowski (polityk)

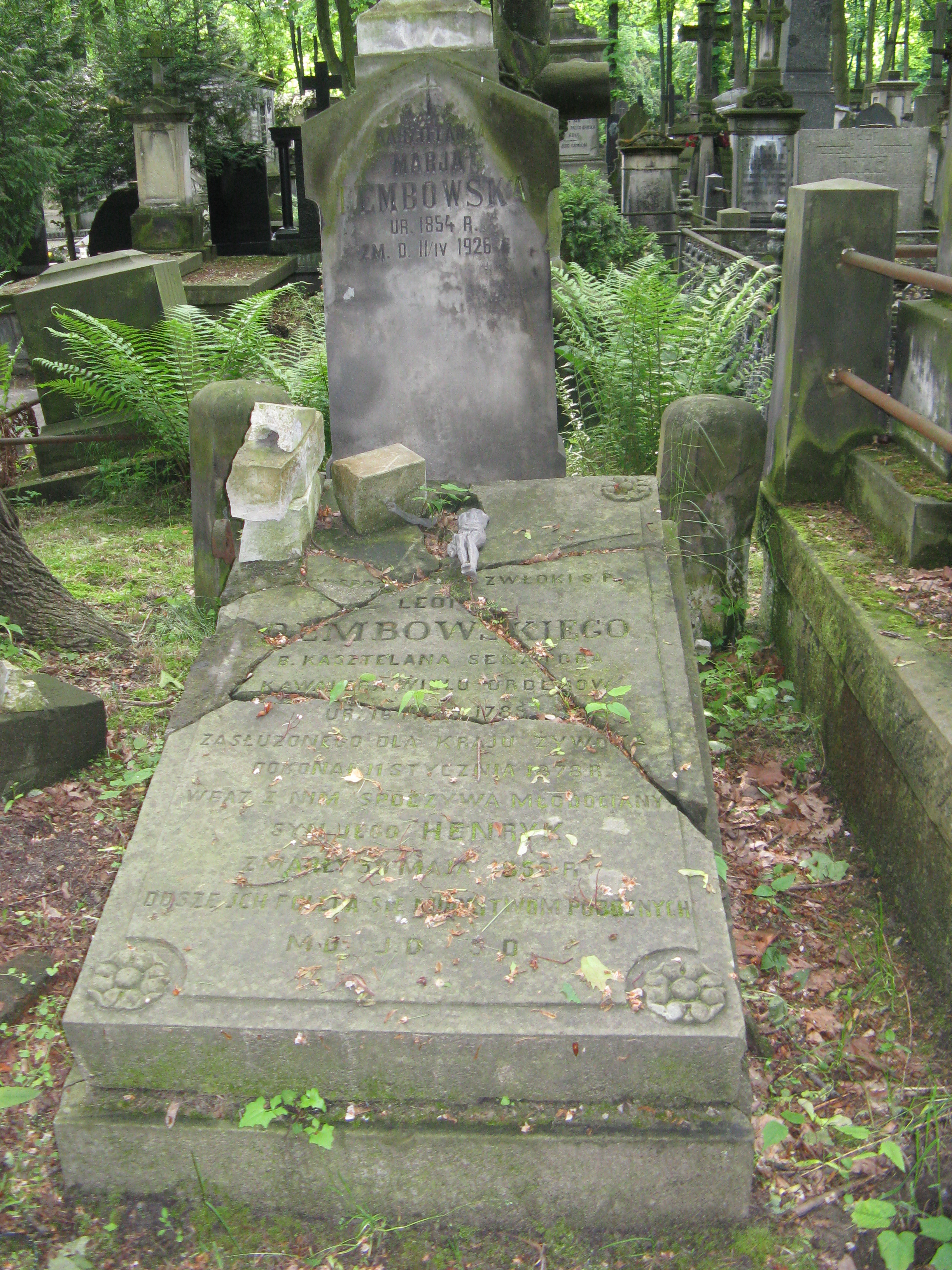
Grób Leona Dembowskiego na cmentarzu Powązkowskim

Leon Dembowski herbu Jelita (ur. 16 października 1789 w Puławach, zm. 11 stycznia 1878) – polski polityk, kierownik wydziałów spraw wewnętrznych, sprawiedliwości i wojennego w Rządzie Tymczasowym w Królestwie Polskim w 1815 roku, minister skarbu Rządu Narodowego Królestwa Polskiego w czasie powstania listopadowego, zaufany współpracownik księcia Adama Jerzego Czartoryskiego.
Dembowski pochodził z zamożnej polskiej rodziny ziemiańskiej, szeroko skoligaconej ze sferami arystokratycznymi. Jego rodzicami byli Józef i Konstancja z Narbuttów. Ojciec był właścicielem majątków Harmaki i Hałuzińce, rotmistrzem kawalerii narodowej i kawalerem orderu św. Stanisława.
Leon Dembowski organizował Gwardię Narodową oraz rezerwową dywizję departamentu lubelskiego w wojnie 1812 r. W 1815 został członkiem Rządu Tymczasowego. W Królestwie Polskim był posłem na sejm w 1820 i 1830 r. W 1830 r. został mianowany senatorem z tytułem kasztelana.
W czasie powstania listopadowego był członkiem Rady Administracyjnej. Należał do grona polityków przeciwnych walce z Rosją. Jako senator podpisał 25 stycznia 1831 roku akt detronizacji Mikołaja I Romanowa.
W latach 1861–1867 piastował urząd członka Rady Stanu Królestwa Polskiego (jak i dyrektora Komisji Rządowej Sprawiedliwości). Potem był jeszcze prezesem Najwyższej Komisji Edukacyjnej.
Odznaczony Orderem Świętego Stanisława II klasy w 1825 roku.
Był właścicielem majątków Bronice i Drzewice, które przynosiły mu dość spore dochody.
Z małżeństwa z Julią z Korwin Kochanowskich urodził się Edward. Z drugą żoną, Seweryną z Chłędowskich (siostrą jego synowej) miał syna Henryka oraz dwie córki – Jadwigę i Marię.
Pochowany został na cmentarzu Powązkowskim w Warszawie w kwaterze numer 12, rząd 5, grób 17. Pozostawił po sobie obszerne pamiętniki, stanowiące cenne źródło wiedzy o jego czasach.
Był mistrzem obrzędów loży wolnomularskiej Wolność Odzyskana w 1815 roku.